# Николаевка (Новомосковский район)
Никола́евка (укр. Миколаївка) — село,
Николаевский сельский совет,
Новомосковский район,
Днепропетровская область,
Украина.
Код КОАТУУ — 1223284001. Население по переписи 2001 года составляло 3324 человека.
Является административным центром Николаевского сельского совета, в который, кроме того, входят сёла
Затишное,
Королёвка и
Новое.

## Географическое положение
Село Николаевка находится на берегу реки Губиниха,
выше по течению примыкает пгт Губиниха,
ниже по течению на расстоянии в 4,5 км расположено село Хуторо-Губиниха.
Рядом проходит железная дорога, станция Платформа 159 км в 1,5 км.

## История
- Село Николаевка основана во второй половине XVIII века.

## Экономика
- Агрофирма «Им. Горького», ООО.
- Агрофирма "Злагода"
- Виноградники и улиточная ферма "Dionis.club Архивная копия от 13 августа 2021 на Wayback Machine"

## Объекты социальной сферы
- Школа.
- Детский сад.
- Больница.
- Дом культуры.

## Известные жители и уроженцы
- Кривошеев Ефим Автономович (1916—1942) — Герой Советского Союза.
- Несмашный, Иван Иванович (1937—2005) — Герой Социалистического Труда.
- Щербина, Алексей Романович (1898—1984) — Герой Социалистического Труда.
- Чапленко Василь Кириллович (1900-1990) - писатель, лингвист. литературовед.
- Чапля Иван Кириллович (1903-1972) - языковед, литературовед, педагог.

## Галерея

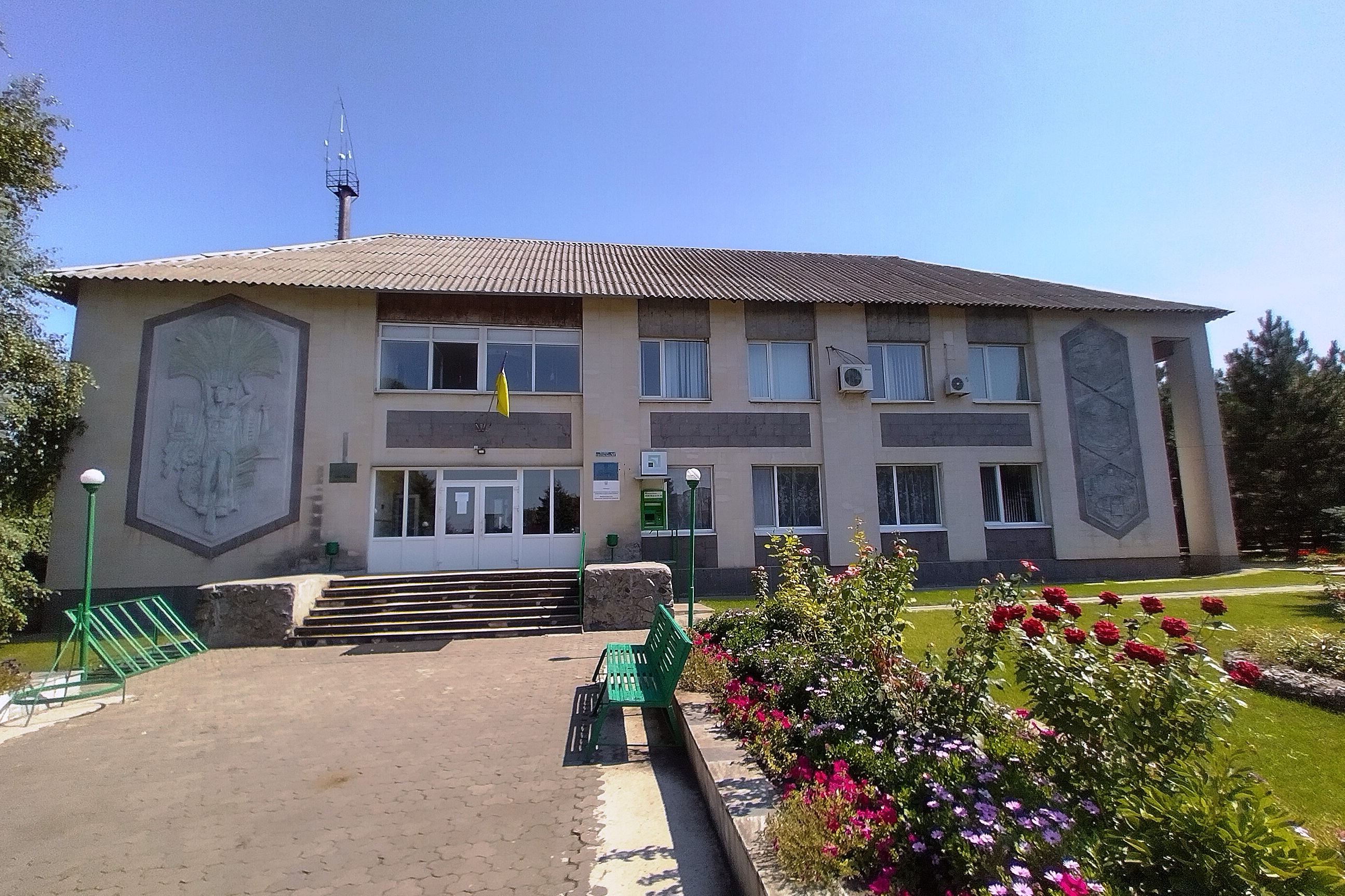
Здание сельского совета
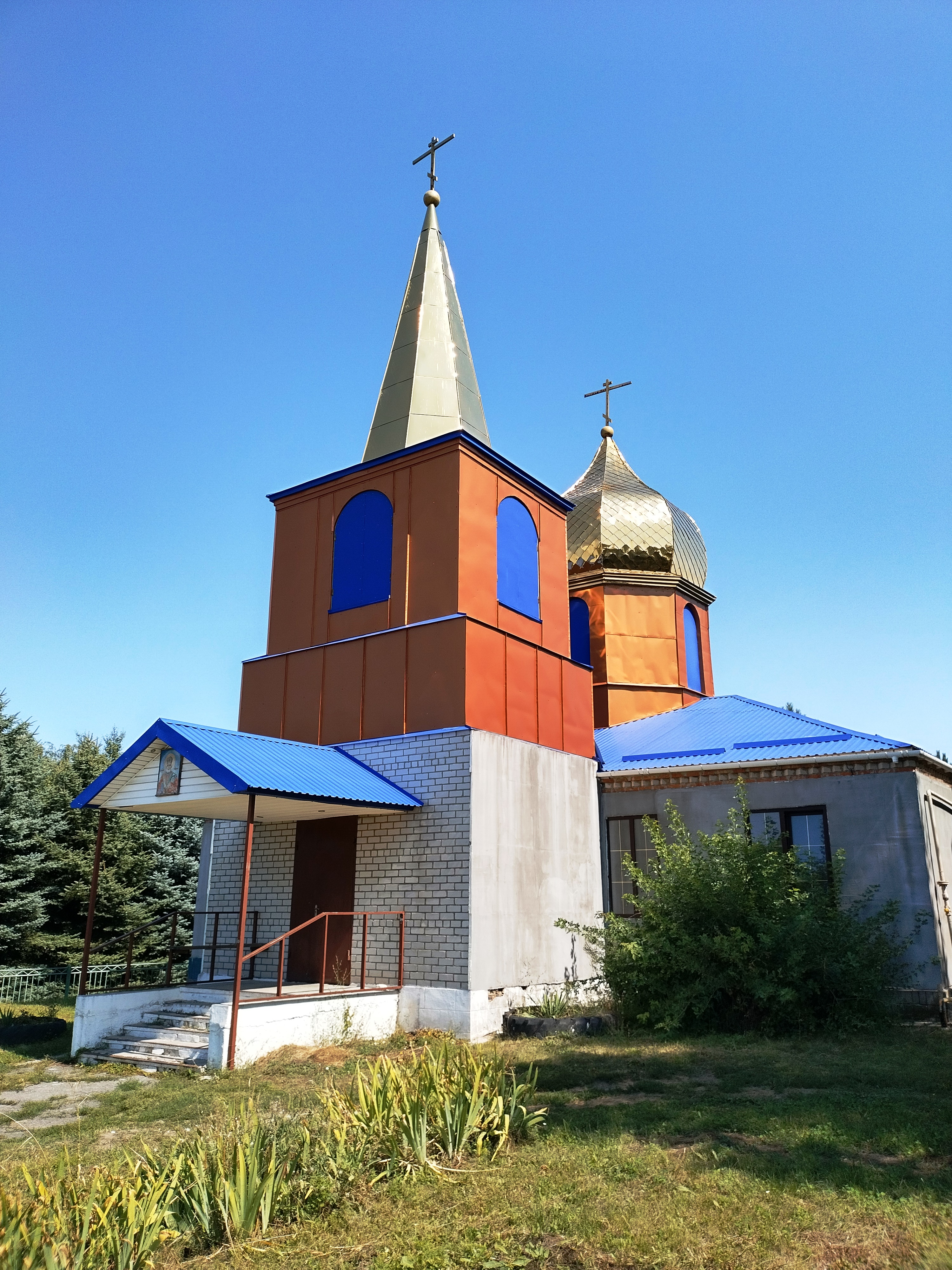
Свято-Николаевский храм
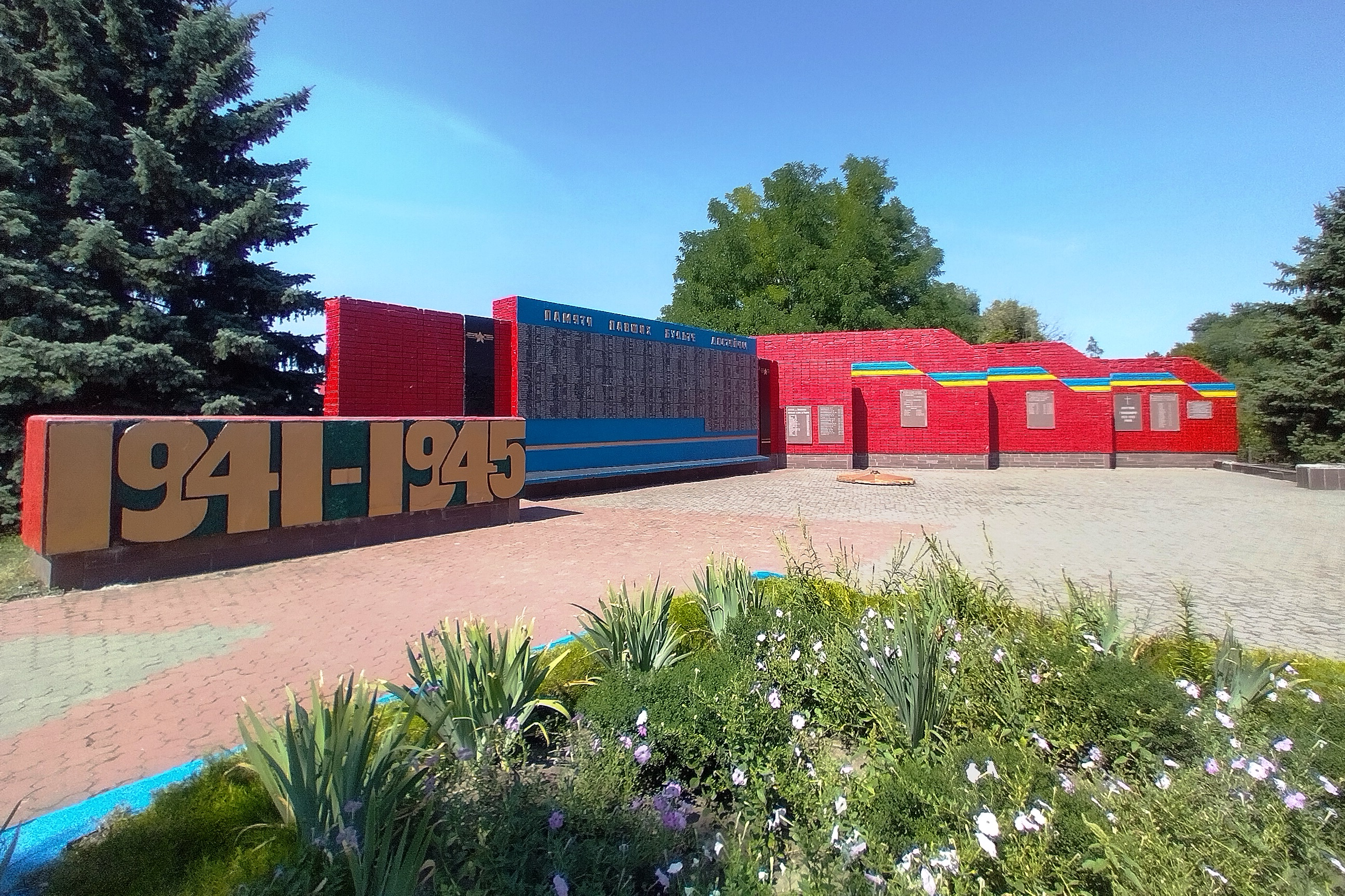
Военный мемориал солдатам-односельчанам погибшим на фронтах Великой Отечественной войны 1941-1945 г.г.